# Andrés Manuel del Río
Andrés Manuel del Río Fernández (Madrid, 10 de noviembre de 1764-Ciudad de México, 23 de marzo de 1849) fue un naturalista, químico y minerólogo español, nacionalizado mexicano, descubridor del elemento químico vanadio, al que él denominó eritronio.

## Formación
Estudió química analítica y metalurgia en España. Realizó estudios de filosofía, teología y literatura y se graduó como bachiller en 1780 en la Universidad de Alcalá y posteriormente ingresó en la Escuela de Minería de Almadén. Más tarde se trasladó a Francia donde estudió en París bajo la dirección del químico Jean d'Arcet. En 1786 fue pensionado por la Corona española para seguir los cursos de la Academia de Minas de Schemnitz (Hungría, entonces parte del imperio austriaco, y en la actualidad, Banska Stiavnica, en Eslovaquia). Continuó posteriormente sus estudios en Freiberg, en Alemania, bajo la dirección de Abraham Gottlob Werner. De ahí, volvió a París, donde fue colaborador de Rene Just Haüy y de  Antoine Lavoisier. Después de que Lavoisier, considerado el fundador de la química moderna, fuera arrestado y ejecutado en la guillotina, del Río huyó a Inglaterra.

## Minería en la Nueva España
En 1792 se inauguró el Real Seminario de Minería de la Nueva España, a partir de un decreto del rey Carlos III, con el objeto de reformar la minería y metalurgia en la región. El joven Andrés Manuel del Río fue comisionado para ocupar la cátedra de Química y Mineralogía de la nueva institución dirigida por Fausto Elhúyar (1755-1833), descubridor del wolframio. Río arribó al puerto de Veracruz el 20 de octubre de 1794, a bordo del navío San Francisco de Alcántara procedente de Cádiz. Una vez en la Nueva España, realizó una muy valiosa labor docente y de investigación. Llegó a ser director del Seminario de Minería y realizó importantes estudios de minerales y desarrollos de novedosos métodos de minería. En México, Andrés Manuel del Río fue colaborador y amigo del naturalista alemán Alexander von Humboldt quien escribió a propósito de su colega: “es en México en donde se ha impreso la mejor obra mineralógica que posee la literatura española, los Elementos de Orictognosia escrita por el señor Del Río”. De hecho, esta obra vino a ser el primer libro de mineralogía escrito en toda América. El barón Humboldt participó activamente en las labores del Real Seminario, al lado de Andrés Manuel del Río. Organizó excursiones a Chapultepec, a la zona basáltica del Pedregal del Xitle (Pedregal de San Ángel) y al Peñón de los Baños, recogiendo datos y muestras de minerales y rocas que sometió a ensayos químicos para identificación.
En 1820 fue elegido diputado ante las cortes españolas, en donde adoptó posturas separatistas abogando siempre por la secesión de la Nueva España. Se encontraba en Madrid cuando se concretó la Secesión de la Nueva España. Invitado a permanecer en Europa, Andrés Manuel del Río decidió volver a lo que llamó “su patria”. Después del turbulento periodo de las guerras de secesión, el gobierno autónomo de México decretó en 1829 la expulsión de una parte de la población peninsular residente en el país, con notables excepciones, entre las cuales se encontraba el caso de Don Andrés. Estas medidas impactaron de manera decisiva las actividades del Seminario de Minería y de hecho su director Fausto Elhúyar, se vio obligado a renunciar y a salir del país. Indignado con la medida, Andrés Manuel del Río decidió solidarizarse con los expulsados exiliándose voluntariamente en la Ciudad de Filadelfia en los Estados Unidos de América, donde fue ampliamente reconocido, viendo su obra escrita reeditada. Finalmente regresó a México en 1834 y asumió nuevamente su cátedra de Mineralogía.

## El descubrimiento del vanadio

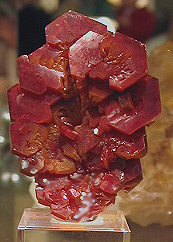
El vanadio no se encuentra en estado nativo, pero está presente en minerales como la vanadinita, Pb_{5}(VO_{4})_{3}Cl.

En 1801, al examinar muestras minerales procedentes de Zimapán en el actual Estado de Hidalgo en México, Andrés Manuel del Río llegó a la conclusión de que había encontrado un nuevo elemento metálico. Preparó varios compuestos con él y al observar la diversidad de colores que presentaban, lo denominó "pancromio" (muchos colores, en griego). Poco después, al observar que los compuestos calentados cambiaban su color al rojo, denominó al nuevo elemento como eritronio (eritros, significa rojo en griego). Un año después entregó muestras que contenían el nuevo elemento a Alexander von Humboldt, quién los envió a Hippolyte Victor Collet-Descotils en París para su análisis. Collet-Descotils analizó las muestras e informó, equivocadamente, que contenía sólo cromo por lo que von Humboldt, a su vez, rechazó la pretensión de su amigo Andrés sobre un nuevo elemento.

## Muerte y reconocimiento

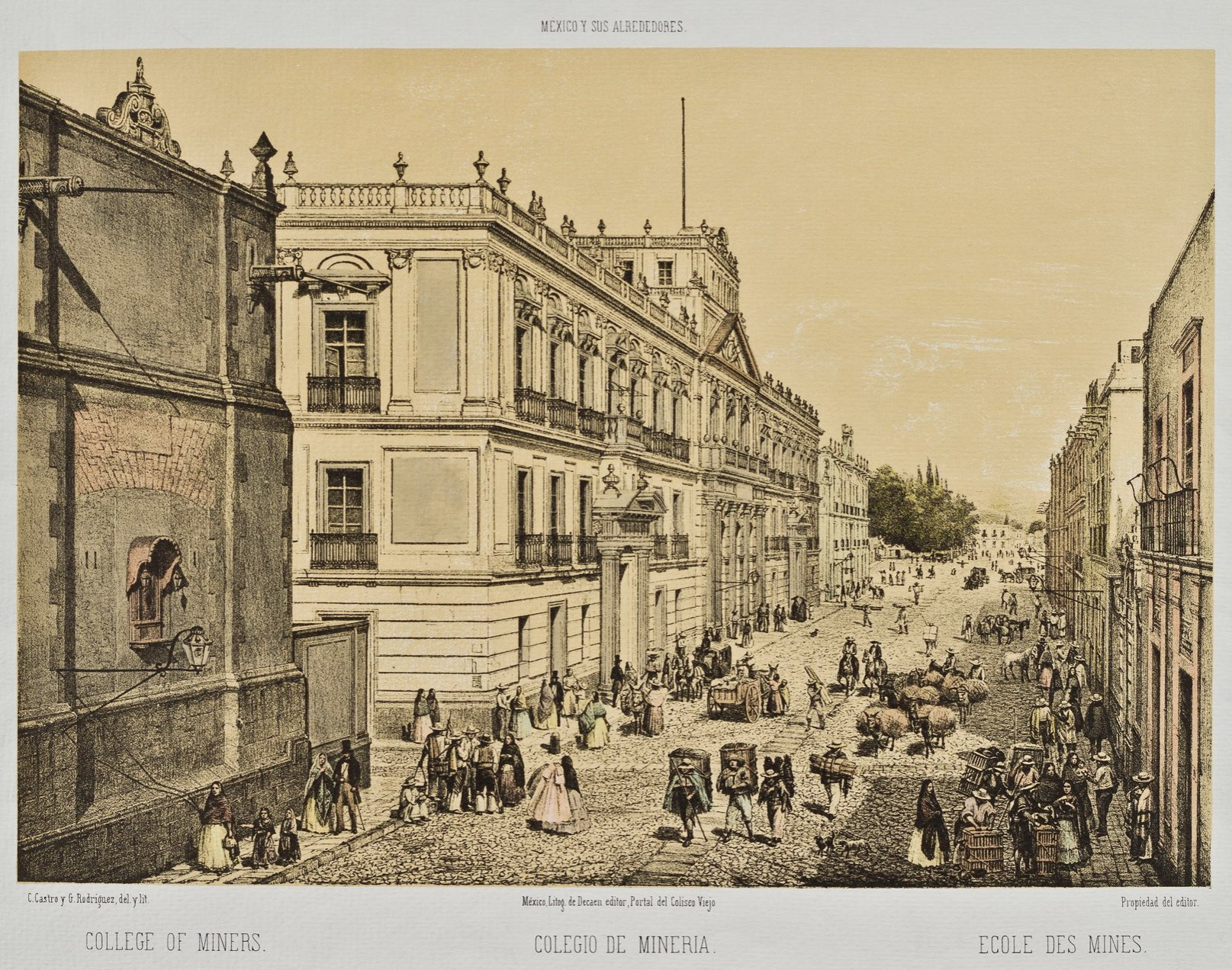
Palacio de Minería, en la Ciudad de México

Andrés Manuel del Río murió en la más absoluta pobreza a los 84 años de edad, luego de una muy rica vida académica. Su obra y pensamiento político liberal fueron fundamentales para la construcción exitosa de la nueva nación mexicana. Fue miembro fundador del Palacio de Minería (Colegio de Minería) y sentó las bases para la creación de lo que hoy es el Instituto de Geología de la Universidad Nacional Autónoma de México. Fue miembro de la Real Academia de Ciencias Naturales de Madrid, de la Sociedad Werneriana de Edimburgo, de la Real Academia de Ciencias del Instituto de Francia, de la Sociedad Económica de Leipzig, de la Sociedad Linneana de Leipzig, de la Real Academia de Sajonia, de la Sociedad Filosófica de Filadelfia, presidente de la Sociedad Geológica de Filadelfia y del Liceo de Historia Natural de Nueva York, entre otras muchas.
Su extensa obra científica incluye el descubrimiento y descripción de varias especias minerales, así como la innovación de métodos para la extracción de minerales en la industria minera. A su muerte, el importante distrito minero que incluye Batopilas, en Chihuahua fue bautizado con su nombre, siendo en la actualidad el Distrito Judicial Andrés del Río.

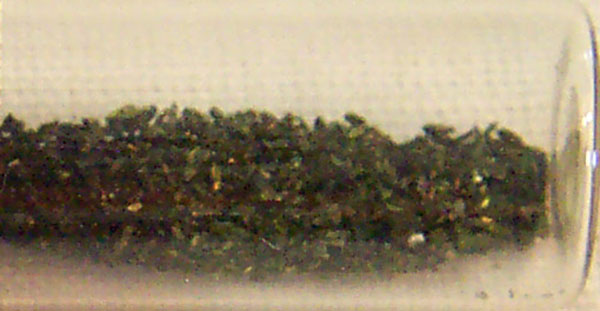
Una muestra de vanadio.

El prestigioso Premio Nacional de Química “Andrés Manuel del Río” fue instituido por la Sociedad Química de México, A. C. en 1964, con la finalidad de hacer un reconocimiento público nacional a la labor realizada por profesionales de la química que han contribuido de manera extraordinaria a elevar la calidad y el prestigio de la profesión. Consiste en una medalla con la efigie de Andrés Manuel del Río y una placa conmemorativa.

## Obra científica selecta

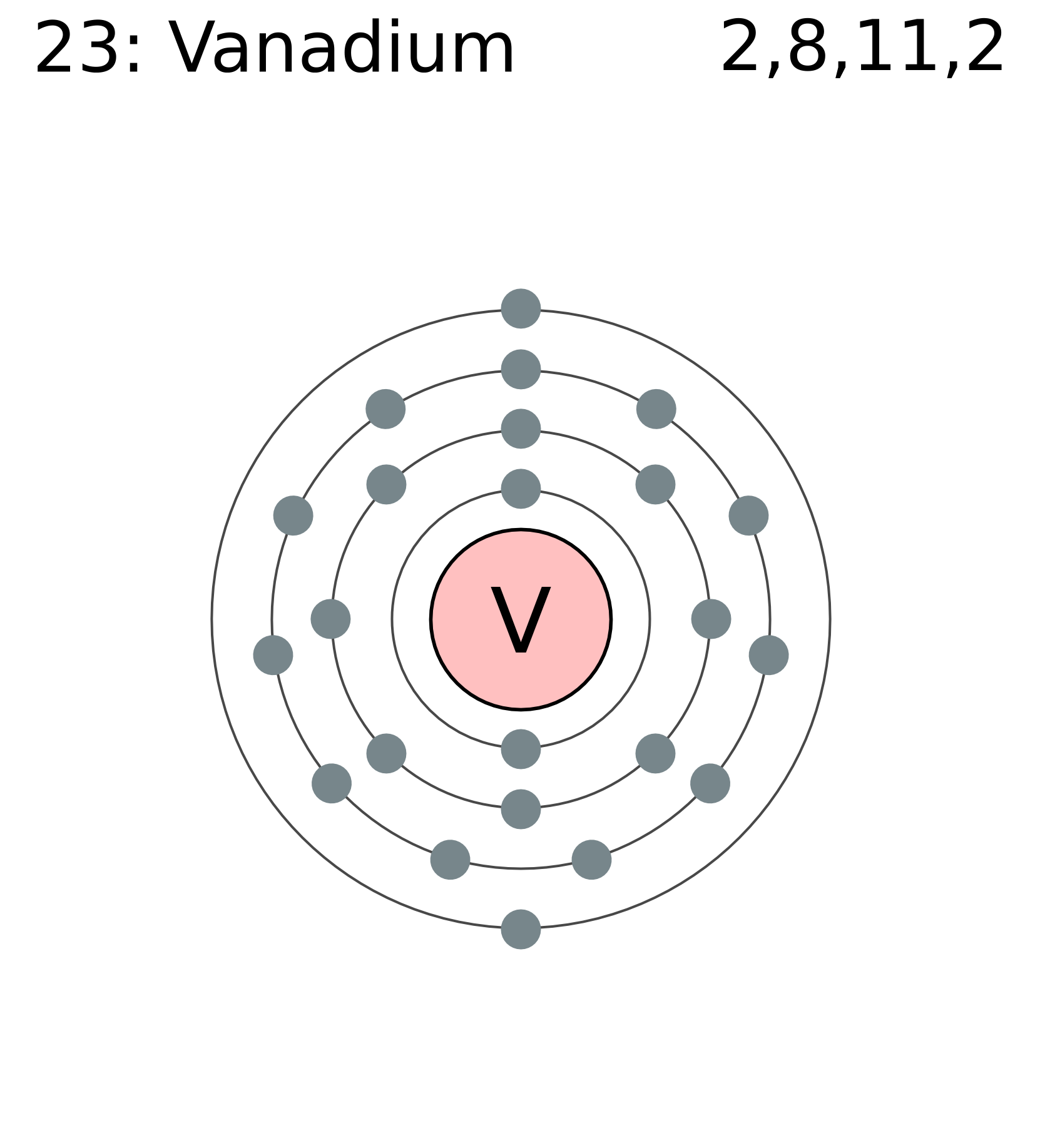
Diagrama de configuración electrónica del Vanadio.

- Elementos de Orictognosia o del conocimiento de los fósiles, dispuestos según los principios de A.G. Werner, para el uso del Real Seminario de Minería de México. 1795.
- Analyse des deus nouvelles espéces minérales composées de séléniure de zinc et de sulfure de mercure. Annales des Mines, París, 5, 1829.
- Découverte de l´iodure de mercure au Mexique. Annals des Mines, París, 5, 1829.
- Elementos de Orictognosia, o del conocimiento de los fósiles según el sistema de Bercelio; y según los principios de Abraham Góttlob Wérner, con la sinonimia inglesa, alemana y francesa, para uso del Seminario Nacional de Minería de México. Filadelfia 1832.